# Arne Tollbom
Arne Tollbom, född 20 mars 1911 i Helsingfors, död 16 november 1971 i Stockholm, var en svensk fäktare.
Han blev olympisk bronsmedaljör i London 1948.  
Arne Tollbom var medlem i det svenska värjlag som tog brons i London 1948. Efter fem raka inledande segrar blev det förlust mot de blivande guldmedaljörerna från Frankrike och de fäktare från Italien som kom tvåa. Arne Tollbom var född i Helsingfors och var mångårig fäktskribent i bland annat Svenska Dagbladet och Idrottsboken. Hans dotter Gunilla tillhörde toppen av svenska eliten inom florett. Arne Tollbom avled i Stockholm år 1971.
Det lag som tog brons i OS i London i värja var Arne Tollbom, Bengt Ljungquist, Carl Forssell, Frank Cervell och Per Carleson. 